# Amora (livro)
Amora é um livro de contos lançado em 2016, de autoria da escritora gaúcha Natalia Borges Polesso, que reúne histórias que giram em torno de relacionamentos lésbicos.
Em 2016, o livro venceu o Prêmio Jabuti na categoria "Contos", e o Prêmio Açorianos, na mesma categoria.
Em setembro de 2018, o livro foi aprovado no Plano Nacional do Livro Didático (PNLD), o que significa que ele pode ser trabalhado em sala de aula nas escolas públicas de todo o país.

## Sinopse
| “ | Seria pouco dizer que os contos de Amora versam sobre relações homossexuais entre mulheres. Também estão aqui o maravilhamento, o estupor e o medo das descobertas. O encontro consigo mesmo, sobretudo quando ele ocorre fora dos padrões, pode trazer desafios ou tornar impossível seguir sem transformação. É necessário avançar, explorar o desconhecido, desestabilizar as estruturas para chegar, enfim, ao sossego de quem vive com honestidade. | ” |

## Prêmios e indicações
| Ano  | Prêmio           | Categoria              | Resultado | Referências |
| ---- | ---------------- | ---------------------- | --------- | ----------- |
| 2016 | Prêmio Jabuti    | Melhor Livro de Contos | Venceu    | [ 2 ] [ 4 ] |
| 2016 | Prêmio Açorianos | Melhor Livro de Contos | Venceu    | [ 3 ]       |